# Chil

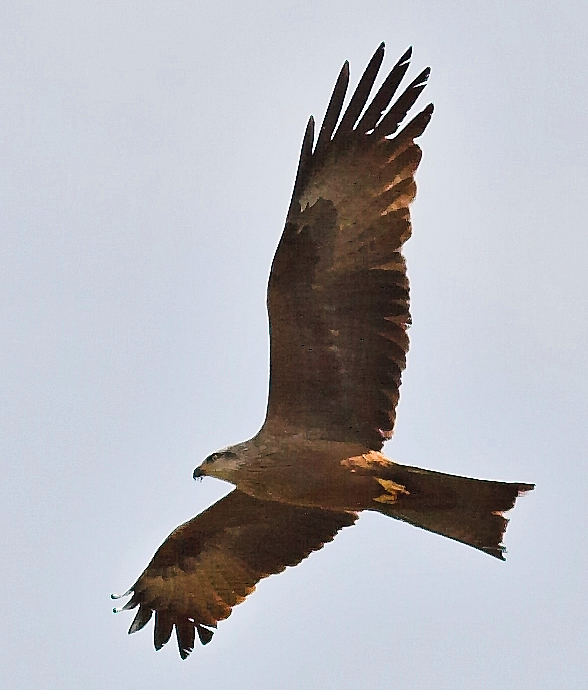
De zwarte wouw

Chil is een wouw (havikachtige) die Mowgli helpt in het Jungle Boek.
Hij vliegt de hele dag hoog boven de jungle op zoek naar prooi. Op een bepaald moment ziet hij dat de Bandar-log Mowgli gevangen heeft genomen.
De vogel slaagt erin Mowgli uit de klauwen van de Bandar-log te krijgen. Door de meestertaal kan Mowgli met Chil praten en hierdoor kan de wouw Baloe en Bagheera waarschuwen. Zo wordt het mensenkind uiteindelijk door het tweetal gered.

## Geschiedenis
Chil is een personage in het originele The Jungle Book. Hij is een erg belangrijk dier in de zoektocht van Mowgli. Chil helpt Mowgli in de loop van het verhaal. In de Disneyversie van The Jungle Book wordt hij als een gier voorgesteld.

## Scouts
Chil is ook een veelgebruikte naam voor welpenleiders. Hij staat dan voor overzicht, behulpzaamheid en betrouwbaarheid.